# Paranerita rubrosignata
Paranerita rubrosignata là một loài bướm đêm thuộc phân họ Arctiinae, họ Erebidae.